# Herman V (margrabia Badenii)

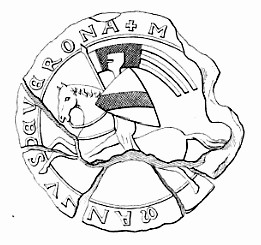
Pieczęć Hermana V

Herman V (ur. ok. 1165–1170, zm. 16 stycznia 1243 r.) – margrabia Badenii od 1190 r. z rodu Zähringen.

## Życiorys
Herman był najstarszym synem margrabiego Badenii Hermana IV i Berty z Tybingi. Podobnie jak ojciec był stronnikiem Hohenstaufów i jego imię często pojawia się w cesarskich dokumentach, co świadczy o jego częstej bytności na dworze Fryderyka II. Po śmierci Bertolda V w 1218 r. podniósł roszczenia do dóbr książąt Zähringen (Bertold V był ostatnim przedstawicielem drugiej linii dynastii, dalekim kuzynem Hermana w linii męskiej). W 1227 r. podniósł także roszczenia do dóbr Welfów (prawa do nich posiadał poprzez swą żonę Irmengardę). 
Był uczestnikiem V wyprawy krzyżowej, a następnie (wraz z bratem) krucjaty Fryderyka II Hohenstaufa. Był członkiem rady królewskiej syna Fryderyka, Henryka VII, następnie mediował w sporze między Henrykiem i jego ojcem, a w 1235 r., po buncie Henryka wezwał Fryderyka do Niemiec. W kolejnych latach ponownie pojawiał się w najbliższym otoczeniu cesarza.
Dzięki bliskim związkom z cesarzem (a także jako efekt wspomnianych roszczeń) miał szansę rozbudować posiadłości rodowe – uzyskał m.in. Lauffen, Sinsheim, Eppingen, Durlach, Pforzheim, Ettlingen. Przypuszczalnie ok. 1219 r. nadał prawa miejskie Stuttgartowi. 

## Rodzina
Żoną Hermana była od 1220 r. Ermengarda (zm. 1260 r.), córka palatyna reńskiego Henryka V z rodu Welfów. Mieli co najmniej czworo dzieci:
- Herman VI, następca ojca jako margrabia Badenii,
- Rudolf I, margrabia Badenii po śmierci swego bratanka Fryderyka I,
- Matylda, żona hrabiego Wirtembergii Ulryka I,
- Elżbieta, żona hrabiego Ebersteinu Eberharda IV, a następnie hrabiego Lichtenbergu Ludwika II.